# 丸濱徹郎
丸濱 徹郎（まるはま てつろう、1918年（大正7年）7月22日 - 詳細不明）は、実業家である。三菱スペース・ソフトウエア（現：三菱電機ソフトウエア）取締役となり、郵政省電波技術審議会専門委員、鉄道通信協会副会長を務めた。岡山県高梁市出身。

## 経歴

### 生い立ち
1918年（大正7年）、岡山県川上郡成羽町（現・高梁市）に生れる。その後、1931年（昭和6年）に地元の旧制岡山県立高梁中学（現：岡山県立高梁高等学校）へ進学した。1936年（昭和11年）に同校を卒業し、同年、岡山市にある旧制第六高等学校へ進学する。その後、1939年（昭和14年）3月に同校を卒業し、京都帝国大学理学部へ入学する。1942年（昭和17年）に同校物理学科を卒業した。

### 大学卒業後
京大卒業後、逓信省に入り中央航空研究所勤務から大日本帝国海軍に入り電波探信儀の研究開発に取り組む。終戦時には、海軍技術大尉となる。第二次世界大戦後、すぐに国鉄に所属し、東京都品川区にある鉄道技術研究所へ就職する。研究所では、真空管の振動ノイズの特性を研究し、これらの技術は、電車の無線通信で使用するものであった。
1953年（昭和28年）同研究所の物理無線通信研究室長となる。その後もマイクロ波中継所の研究を続け、研究所の通信研究室主任研究員の仕事を兼ねながら、国鉄本社電気局通信課課長となる。新幹線車両で用いるトンネル内無線通信の開発を行い、1963年（昭和38年）45歳のときに、国鉄を退職する。
その後、三菱電機へ転職し、システム全般の技術指導を行う。この後、同社の兵庫県にある西宮事業所の技術部長となり、1970年（昭和45年）通信機製作所副所長となる。1979年（昭和54年）には、三菱電機取締役となる。1980年には、子会社の三菱スペースソフトウェアへ出向する。同社の常務取締役となる。その後、1984年（昭和59年）常任監査役となった。
その後、1994年まで活動が確認されている。この他、郵政省電波技術審議会専門委員や鉄道通信協会副会長等を務めた。